# 第1期名人戦 (囲碁)
第1期名人戦（だい1きめいじんせん）は、1975年（昭和50年）第14期の後、主催が読売新聞から朝日新聞に移管され、新たに第1期名人戦として1976年に開始された。新名人戦は旧名人の仕組みを引き継ぎ、第1期は旧名人戦の最後の名人位大竹英雄に、挑決リーグ優勝者石田芳夫が挑戦手合七番勝負を挑むこととなった。七番勝負は大竹が4-1で勝ち、第1期名人となった。
また七番勝負から、対局室のテレビカメラによる撮影が開始30分まで認められるようになった。また宝塚市で行なわれた七番勝負第二局当日は、大阪千里の万博記念公園で囲碁フェスティバルが行われ、この参加者から抽選で二十名が対局を15分間観戦した。

## 方式
- 挑戦者決定リーグが同率の場合、前期順位上位者が上位となる。
- コミは旧名人戦と同じく5目（ジゴは白勝ち）
- 持時間はリーグ戦は各6時間、挑戦手合は各9時間の二日制。

## 結果
挑戦者決定リーグ参加棋士は、前期挑戦手合敗者の石田芳夫、シードの藤沢秀行、坂田栄男、橋本宇太郎、林海峰、山部俊郎、新参加の窪内秀知、梶原武雄、工藤紀夫の9名。
リーグ戦は、前期挑戦者石田と林海峰が6勝2敗の同率となり、順位により前期に大竹に名人を奪われていた石田のリターンマッチとなった。
挑戦手合七番勝負は、9月16日からの広尾羽沢ガーデンでの第1局は先番で中国流布石を敷いた大竹が中押勝。続いて宝塚市での第2局、石田の郷里に近い犬山市明治村での第3局と大竹が3連勝。大竹の郷里北九州市での第4局で石田が1勝を返したが、伊東市での第5局も大竹が129手まで中押勝し、4勝1敗で大竹の防衛となった。
七番勝負（1976年）（△は先番）
このシリーズで石田は時間をほぼ一杯に使い、終盤で秒読みに追われることが多かったが、早打ちの大竹は、2局目で消費時間4時間45分、4局目で5時間59分、最終局も6時間30分と、夕食休憩前に終局することが多かった。

## 対局譜
第1期名人戦挑戦手合七番勝負第5局 1976年10月27-28日 大竹英雄名人(先番)-石田芳夫九段
挑戦者の石田が3連敗後1勝の後の第5局は、序盤はゆっくりした碁で、白番の石田のペースかと思えた。右上隅で白46手目に△と全体の黒の薄味をうかがったが、黒1（47手目）から、黒3のコスミツケ一本で隅を間に合わせて黒5と打ったのが絶妙の1手と言われ、黒15までさばき形に進んだ。この後、隅の手順で白が間違えて、黒が勝勢となった。129手まで黒中押勝となり、大竹は名人位を防衛、2連覇となった。白△の手では7の点に飛んでおけば、黒の薄味を守るのが難しかったったろうというのが、解説の林海峰の意見だった。
石田1勝 第4局 1976年10月20-21日 大竹英雄名人-石田芳夫九段(先番)
先番石田の黒1（29手目）の利かそうとする手に大竹は白2と反発した。一日目の封じ手は誰も予想できない右辺黒7のツケで、石田はこの手に1時間20分を使っている。二日目になって黒9と突き出して黒のペースだが、白16が敗着に近い悪手で、黒19が中央を厚くする絶好点となり、さらに右辺黒25まで模様が大きくなって、黒の優勢となった。白16では一路右に打つべきだった。その後黒が右上で失着があり、中央に大きな白地ができたが、黒がリードを守り切って、229手まで黒2目勝。ようやく1勝を挙げた。